# Millikan (cráter)

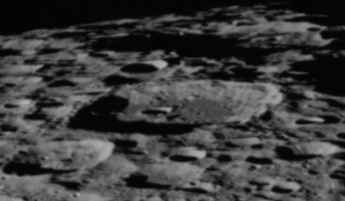
Fotografía de la misión Apolo 14

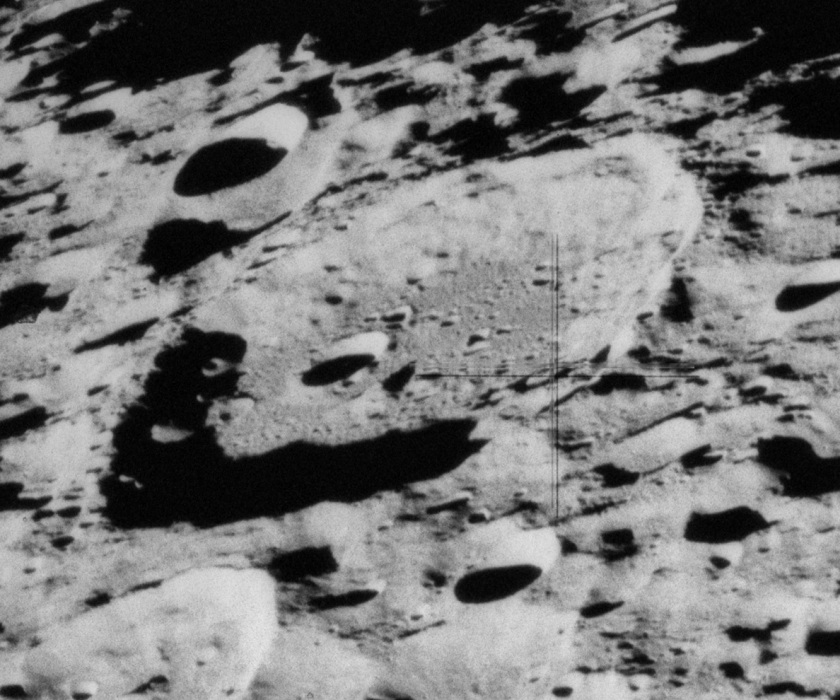
Fotografía de la misión Apolo 16

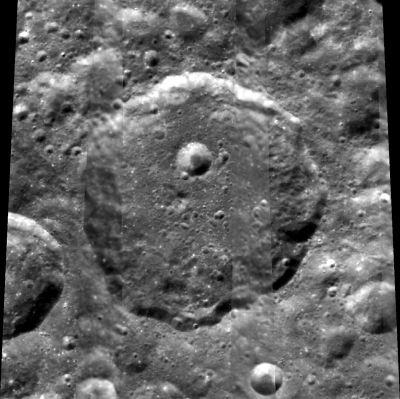
Fotografía de la misión Clementine (1994)

Millikan es un cráter de impacto perteneciente al hemisferio norte de la cara oculta de la Luna. Se encuentra al norte del cráter H. G. Wells, y al suroeste de von Békésy.
|  |

El perfil del brocal de Millikan es aproximadamente circular y aparece bien definido, aunque con algunas irregularidades. Presenta algunas pequeñas protuberancias hacia el sur y hacia el sureste, donde el borde se ha desprendido parcialmente hacia el interior. Las paredes interiores carecen de una estructura aterrazada, como por ejemplo sí las tiene el cráter más pequeño Cantor, situado al sur. El suelo interior de Millikan es relativamente plano, con un pequeño cráter en forma de cuenco al norte del punto medio. Desplazamiento hacia el oeste del centro aparece un pico central bajo. El suelo también está marcado por numerosos pequeños impactos.

## Cráteres satélite
Por convención estos elementos son identificados en los mapas lunares poniendo la letra en el lado del punto medio del cráter que está más cercano a Millikan.
|          | \| Millikan \| Coordenadas \| Diámetro \| \| -------- \| ------------------------------ \| -------- \| \| B \| 49°48′N 123°30′E / 49.8, 123.5 \| 21 km \| \| J \| 45°48′N 124°36′E / 45.8, 124.6 \| 36 km \| \| Q \| 43°54′N 118°36′E / 43.9, 118.6 \| 33 km \| \| R \| 46°00′N 117°42′E / 46.0, 117.7 \| 49 km \| |          |
| Millikan | Coordenadas | Diámetro |
| B        | 49°48′N 123°30′E / 49.8, 123.5 | 21 km    |
| J        | 45°48′N 124°36′E / 45.8, 124.6 | 36 km    |
| Q        | 43°54′N 118°36′E / 43.9, 118.6 | 33 km    |
| R        | 46°00′N 117°42′E / 46.0, 117.7 | 49 km    |